# Agosia chrysogaster
Agosia chrysogaster е вид лъчеперка от семейство Шаранови (Cyprinidae). Видът е незастрашен от изчезване.

## Разпространение
Разпространен е в Мексико и САЩ.

## Описание
На дължина достигат до 10 cm.